# Triumph 6/1
A Triumph 6/1 foi uma motocicleta lançada pela antiga Triumph Motor Company (atual Triumph Motocicletas), sendo o primeiro modelo fabricada pela empresa com o sistema de motor de dois cilindros em linha. Sua produção ocorreu entre os anos de 1934 e 1936 na unidade fabril de Coventry.
Apesar do protótipo da Triumph 6/1 ter recebido prêmios como a medalha de prata no International Six Days Trial e o Maudes Trophy, em 1933, o modelo foi um fracasso de vendas, com apenas 600 unidades vendidas. A 6/1 era um modelo de 649 cc, para uma velocidade final de até 137 km/h.